# Affiliation (commerce)
Pour les articles homonymes, voir affiliation.
L'affiliation est une forme légale de relation entre deux entités commerciales.
Une entité affiliée est une entité commerciale ayant une relation avec une entité paire ou une entité plus grande.